# Fabio Baldassarri
Fabio Baldassarri (Piombino, 19 giugno 1946) è un politico italiano.

## Biografia
Perito industriale ha studiato scienze politiche all'Università Statale di Milano come lavoratore-studente della Breda Termomeccanica, ed è stato presidente della provincia di Livorno nel mandato tra il 1985 e il 1990.  
Sindaco della città di Piombino nel mandato tra il 1990 e il 1995, in seguito è stato nominato commissario dalla regione Toscana allo scopo di gestire un arbitrato insorto tra Italgas e regione riguardo la mancata metanizzazione dell'isola d'Elba.  
In gioventù è stato corrispondente del quotidiano l'Unità e, in età più avanzata, ha scritto alcuni libri tra cui la biografia del livornese "Ilio Barontini. Fuoriuscito internazionalista e partigiano". Poi, un instant book su "PiombinoNapoliBagnoli. Storia di acciaierie dismesse e di un rigassificatore insostenibile".